# Гебреї

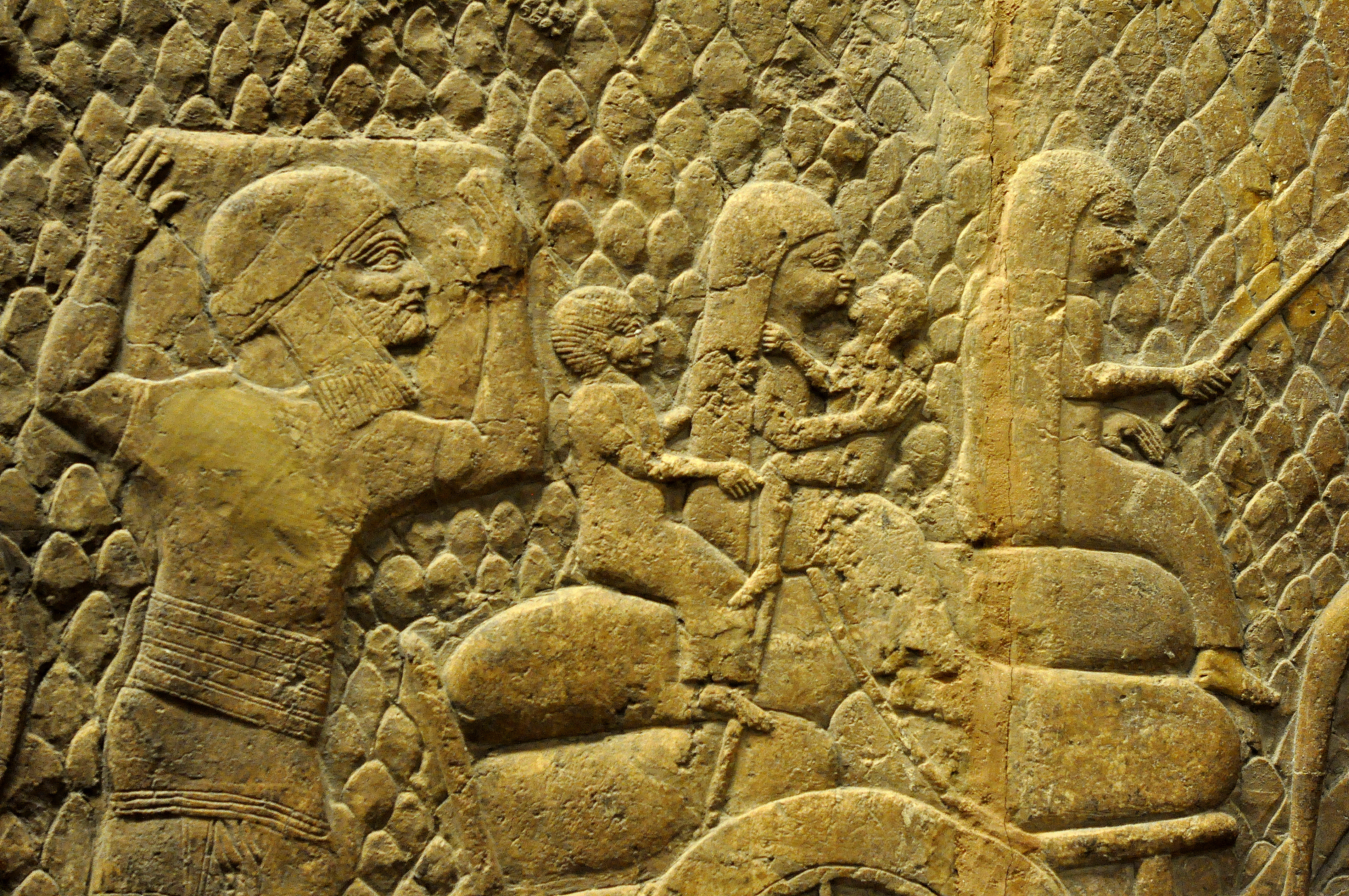
Юдейських в'язнів депортували на заслання в інші частини Ассирійської імперії. Настінний рельєф із Південно-Західного палацу в Ніневії (сучасна губернаторство Нінава, Ірак), Месопотамія. Новоассирійський період, 700-692 рр. до н.е. Британський музей, Лондон.

Терміни гебреї (іврит :עבריים‬ / עִבְרִים‬б, сучасним івритом:ʿĪvrīm / ʿĪvrīyyīm, тиберійською:ʿĪḇrīm / ʿĪḇrīyyīm; ISO 259-3: ʕibrim / ʕibriyim) і гебрейський народ переважно вважаються синонімами семітськомовних ізраїльтян, особливо в домонархічний період, коли вони ще були кочовими. Однак у деяких випадках воно також може використовуватися в ширшому значенні, посилаючись на фінікійців або інші стародавні групи, такі як група, відома як шасу напередодні краху бронзового віку, яка здається 34 разів у межах 32 віршів єврейської Біблії. Іноді його вважають етнонімом, а іноді ні.
За часів Римської імперії грецьке Hebraios могло стосуватися євреїв загалом, як це висловлюється у Словнику івриту Стронга, «будь-кого з єврейської нації», а в інших випадках більш конкретно — євреїв, які жили в Юдеї. У ранньому християнстві грецький термін Ἑβραῖος відноситься до єврейських християн на противагу християнам з язичників і юдаїзму (серед інших Дії 6:1). Ἰουδαία це провінція, де знаходився храм.
У вірменській, італійській, грецькій, курдській, давньофранцузькій, сербській, російській, румунській та деяких інших мовах перенесення назви з івриту на єврей ніколи не відбувалося, а «гебрей» є основним словом, яке використовується для позначення єврея.
З відродженням івриту та появою івриту ішува цей термін став застосовуватися до єврейського народу цього новоствореного суспільства в Ізраїлі або єврейського народу загалом.

## Етимологія
Остаточне походження терміна «гебрей» залишається невизначеним. Біблійний термін Іврі означало «перетинати» або «проходити», зазвичай перекладається як Hebrew англійською мовою від давньогрецького Ἑβραῖος і латинського Hebraeus. Біблійне слово Іврі має форму множини Іврім, або Ібрім.
Найбільш загальноприйнятою сьогодні гіпотезою є те, що текст має на увазі ivri як прикметник (єврейський суфікс -i), утворений від коли- небудь (עֵבֶר) «поза межами, поперек» (авар. (עָבַר) «перетинати, перетнути»), як опис мігрантів «з-за річки», як Біблія описує євреїв. Це також підтримується Септуагінтою 3-го століття до н. е., яка перекладає ivri на perates (περατής), грецьке слово, що означає «той, хто натрапив, переселенець», від perao (περάω) «перетинати, до траверс», а також деякі ранні традиційні коментарі. Гезеніус вважає це єдиною лінгвістично прийнятною гіпотезою. Опис народів і націй за їхнім розташуванням «з-за річки» (часто річки Євфрат, іноді річки Йордан) був поширеним у цьому регіоні стародавнього Близького Сходу: воно виглядає як eber nari аккадською, і avar nahara арамейською (обидва відповідають івриту ever nahar ), використання арамейського виразу дослівно цитується в Біблії, наприклад, у листі арамейською мовою, надісланому царю Персії в Книзі Ездри або у Книзі Неємії, іноді перекладається як Транс-Єфрат.

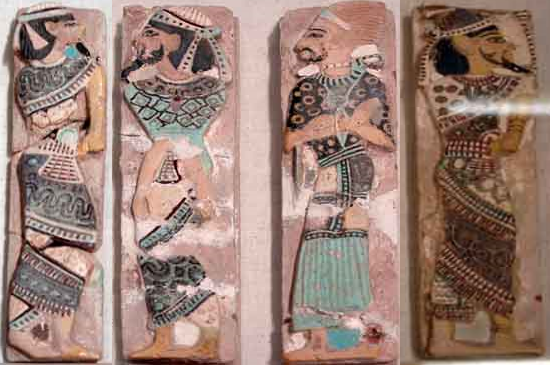
Плитки в’язня Рамсеса III із зображенням ханаанських і шасуських лідерів як полонених. Більшість археологів вважають гебреїв місцевими ханаанськими біженцями і, можливо, деякими шасу, які оселилися в гірській місцевості.

Буття 10:21 говорить про Сима, старшого брата Хама та Яфета і, таким чином, про первородного сина Ноя, як про батька синів Евера (עבר), що може мати подібне значення.
Деякі автори  стверджують, що Ібрі позначає нащадків біблійного патріарха Евера (עבר), сина Шелаха, правнука Ноя та предка Авраама, звідси випадкова англізація Eberites.
Після відкриття в XIX столітті нашої ери написів другого тисячоліття до нашої ери, в яких згадується Хабіру, багато теорій пов’язують їх із гебреями. Деякі вчені стверджують, що назва «гебрей» пов’язана з іменем тих напівкочових людей хабіру, про які в єгипетських написах XIII-XII століть до н. е. вказано, що вони оселилися в Єгипті. Інші вчені спростовують це, припускаючи, що гебреї згадуються в пізніших текстах 3-го проміжного періоду Єгипту (11 століття до н. е.) як Шасу, тоді як деякі вчені вважають ці дві гіпотези є сумісними, Ḫabiru є загальним Аккадська форма, паралельна івритуʿivri від аккадського еквівалента ʿever «поза межами, через», що описує іноземні народи «з того боку річки», де літера ayin (ʿ) івритом відповідає ḫ аккадською (як у Івритський нуль a ʿ, що відповідає аккадському zuru ḫ).

## Як синонім слова «ізраїльтяни»

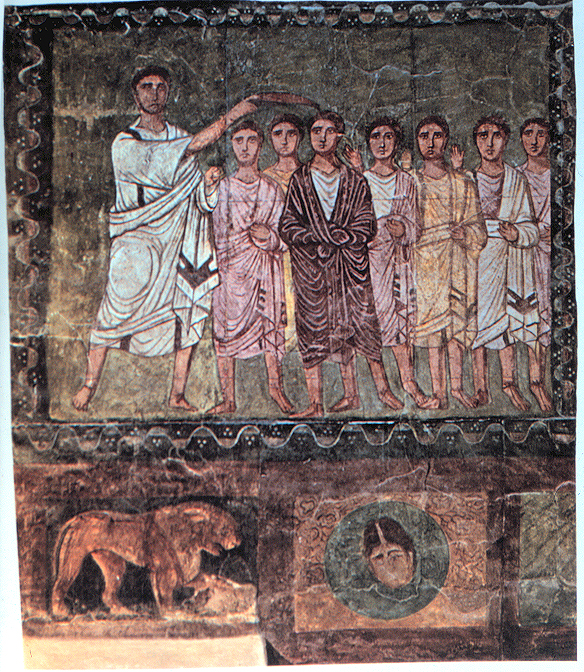
Зображення давніх гебреїв у синагозі Дура-Європос

У єврейській Біблії термін гебрей зазвичай використовують іноземці (а саме, єгиптяни), коли говорять про ізраїльтян, а іноді вживають ізраїльтяни, коли говорять про себе іноземцям, хоча Саул дійсно використовує цей термін для своїх співвітчизників. Аврам описаний як нащадок Евера; Йосип Флавій стверджує, що «Ебер» був патріархом, якого гебреєм було названо після того, як він продить від Вавилонської вежі за часів сина Евера Пелега, від якого згодом походить гебрей.
Авраам описаний як Аврам Га-Іврі («Аврам гебрей»), що буквально перекладається як «Аврам, той, хто стоїть по той бік».
Ізраїльтяни визначаються як нащадки Якова, сина Ісаака, онука Авраама. Евер, предок Якова (видалено сім поколінь), є далеким предком багатьох народів, включаючи ізраїльтян, ізмаїльтян, ідумейців, моавітян, аммонітян, мідіянітян, амаликітян і кахтанітян.
Відповідно до Єврейської енциклопедії терміни «гебреї» та «ізраїльтяни» зазвичай описують один і той самий народ, зазначаючи, що вони називалися євреями до завоювання землі Ханаан, а ізраїльтянами — після. Професор Надав Нааман та інші кажуть, що використання слова «гебрей» для позначення ізраїльтян є рідкісним, і коли вживається, воно використовується «до ізраїльтян у виняткових і нестабільних ситуаціях, таких як мігранти чи раби».

## Як синонім слова «єврей»

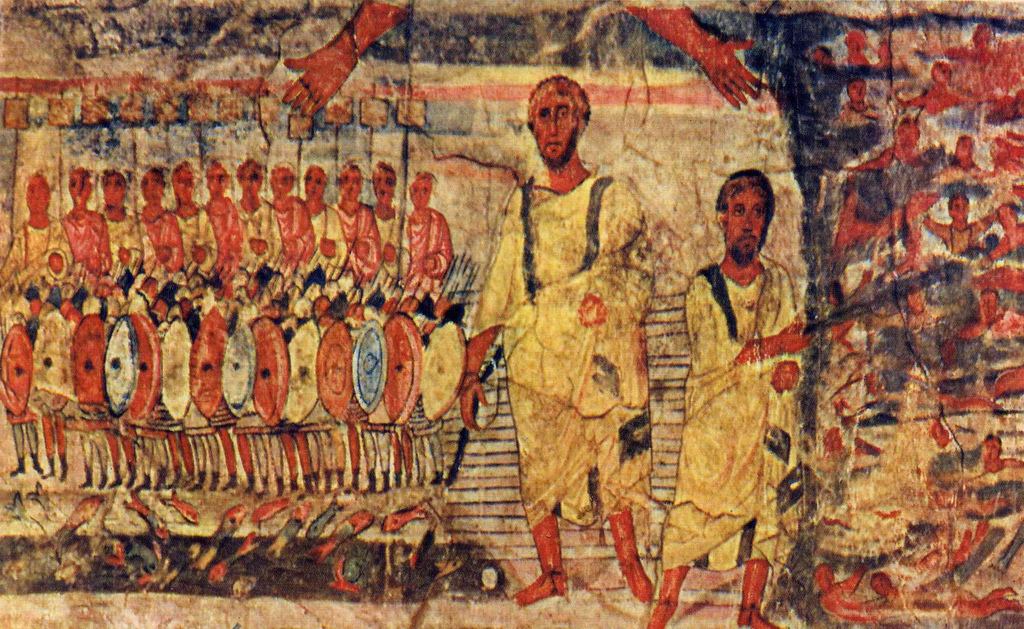
Мойсей (л) і Аарон (п) ведуть гебреїв через Червоне море, поки їх переслідує фараон. Фреска із синагоги Дура- Європос у Сирії, 244–256 рр. н.

До римського періоду «гебрей» можна було використовувати для позначення євреїв, які використовують іврит. Послання до Євреїв, одна з книг Нового Заповіту, ймовірно, була спрямована до єврейських християн.
У деяких сучасних мовах, включаючи вірменську, грецьку, італійську, румунську та багато слов'янських мов, назва гебреї (з мовними варіаціями) є стандартним етнонімом для євреїв; але в багатьох інших мовах, у яких існують обидва терміни, зараз вважається принизливим називати євреїв «гебреями».
Серед певних лівих чи ліберальних кіл єврейської культурної спадщини слово «гебрей» використовується як альтернативний світський опис єврейського народу (наприклад, «Гебрейська республіка» Бернарда Авішая або бажання лівих «гебрей-арабського народу» спільної культурної республіканської держави).

### Використання в сіонізмі
Починаючи з кінця XIX століття, термін «гебрей» став популярним серед світських сіоністів; у цьому контексті це слово натякало на перетворення євреїв у сильну, незалежну, самовпевнену світську національну групу («нового гебрея»), якої прагнув класичний сіонізм. Це вживання вимерло після створення держави Ізраїль, коли "гебрей" було замінено на "єврей / жид" або "ізраїльтян".